# Rocco Granata
Pour les articles homonymes, voir Granata.
Rocco Granata, né en Calabre, dans le sud de l'Italie à Figline Vegliaturo le 16 août 1938, est un chanteur-compositeur italien naturalisé belge, également producteur de musique. Sa voix rauque lui est caractéristique.

## Biographie
Rocco Granata naît le 16 août 1938 à Figline Vegliaturo.
Les parents de Rocco Granata immigrent en Belgique alors qu'il est âgé de dix ans. Le père de Rocco est mineur dans un charbonnage de Waterschei. Très tôt, Granata se passionne pour la musique et joue de l'accordéon. Il fait plusieurs tournées en Belgique avec son groupe, The International Quintet. En 1959 il sort la chanson Manuela sur un 45 tours dont la face -B-, Marina, devient un succès international après avoir été numéro 1 en Belgique puis en Europe. Rien qu'en Allemagne, il se vend à plus d'un million d'exemplaires. Le succès s'étend aux États-Unis, où Granata reçoit un disque d'or. Plusieurs artistes reprendront ses succès comme Willy Alberti, Marino Marini, Ilham al-Madfai, mais aussi Dalida et Louis Armstrong.
Après le succès de Marina, Granata visite le monde, et passe au Carnegie Hall. Un long métrage intitulé Marina lui est consacré en 1960. Il est également apparu en Italie au Festival de Sanremo en 1961. Rocco Granata se marie en 1968 avec Rosa Roeland, fille d'un médecin de village d'Aaigem. Plus tard, Granata devient producteur de disques. Il était propriétaire des maisons de disques Cardinal Records (nl) et Granata Records, et a produit Marva, Louis Neefs, Miel Cools et De Elegasten (nl).
En 1989, Granata a commandé un remix de danse de Marina, qui a de nouveau été en tête des charts belges ainsi que de ceux d'Italie et de l'Allemagne. Il est régulièrement présent à la télévision belge et a été membre du jury des pré-sélections flamands de 2002 pour le Concours Eurovision de la chanson. En mars 2000, il a reçu le prix ZAMU Lifetime Achievement Award de l'industrie musicale belge.
Granata a publié environ 65 albums au cours de sa carrière.
En 2013, un second film homonyme lui est consacré, le film belge Marina réalisé par Stijn Coninx, film biographique sur sa vie, avec Matteo Simoni et Evelien Bosmans dans les rôles principaux et bande-son par Michelino Bisceglia. Il y apparaît également.

## Filmographie
- 1960 : Marina de Paul Martin
- 2013 : Marina de Stijn Coninx : le vendeur d'instruments de musique

## Ouvrage
- Rocco Granata, Mijn Leven, Lannoo, 2013  (ISBN 9789401409964)

## Sources
- (nl) Rocco Granata sur hitriders.be
- (nl) Wie is Rocco Granata?  sur hbvl.be (Het Belang van Limburg)
- (nl) De memoires van Rocco Granata bij de film van Stijn Coninx sur lannoo.be
- « Rocco Granata » (présentation), sur l'Internet Movie Database
- Marina sur ugc.be